# اكتشاف السماء (رواية)
اكتشاف الجنة (بالهولندية:De ontdekking van de hemel)، رواية للكاتب الهولندي هاري موليسش، طُبعت لأول مرة في أكتوبر علم 1992، (أكثر من 900 صفحة). من أكثر الكتب مبيعًا في عقد التسعينيات من القرن العشرين. تعتبر رواية «اكتشاف السماء» من عمل هاري موليسش الأكثر أهمية. الرواية التي تعد أهم رواية هولندية في جميع الأوقات. محور الرواية حول عدة مواضيع مثل الدين والسياسة، والشيوعية، والحس الحياة. (لقد رشَّحتْ هذه الرواية صاحبها لنيل جائزة نوبل في الآداب تلك الجائزة التي لم ينلها الأدب الهولندي حتى اللحظة).
ترجمتها الى العربية الكاتبة السورية أمينة عابد عن دار ممدوح عدوان للنشر والتوزيع عام 2024، (816 صفحة).

## الحبكة
في ليلةٍ باردة من ليالي هولندا، يلتقي مصادفةً "ماكس ديليوس"، وهو عالم فلك ومن محبّي المتعة، و"أونو كويست"، وهو لغويٌّ فوضوي لا يستطيع تحمّل تفاهات الحياة اليومية. ومن هذا اللقاء تنشأ بينهما صداقةٌ كبيرة رغم اختلافهما الشديد، وبعد وقتٍ قصير يكتشفان أنهما وُلدا في اليوم نفسه من العام نفسه، وأن حياتيهما قد تقاطعت في لحظةٍ استثنائية مع عازفة التشيلو "آدا"، فتنشأ من هذه اللحظة أبوّةٌ جسدية وروحية لطفلٍ بمواهب مذهلة، سيكون مكلّفاً من قبل السماء بإنجاز مهمّةٍ شديدة الغرابة.
في هذه الرواية الفاوستية، المليئة بالمفاجآت، نشعر أننا إزاء لوحة فسيفساء كبرى، تزخر بنقاشات ثريّة عن علم الفلك، والعمارة، والفلسفة، والفن، والدين، واللغة، والذاكرة، والتاريخ... وهي روايةٌ ملحمية تبقى في ذهن القارئ لفترة طويلة بعد قراءتها، مانحةً إيّاه فرصة تأويلها بأكثر من طريقة، وتتركه منبهراً بالثقافة الموسوعية لكاتبها، وخياله الخصب... كيف لا، وهو واحدٌ من أعظم الروائيين والمفكّرين الهولنديين؟!